# Cynorta palmarum
Cynorta palmarum is een hooiwagen uit de familie Cosmetidae.